# Gilberto Ibarra Rivera
Gilberto Ibarra Rivera (4 de febrero de 1944, La Paz, Baja California Sur, México) es un profesor, historiador y escritor mexicano.

## Historia
Gilberto Ibarra Rivera es docente de profesión. Impartió clases durante 32 años sirviendo en la educación primaria, secundaria, preparatoria y sobre todo, dentro de la educación superior, en la Benemérita Escuela Normal Urbana Prof. Domingo Carballo Félix, donde ha enseñado en las licenciaturas de educación preescolar y educación primaria. 
Una de sus principales contribuciones ha sido el recopilar, ordenar y publicar distintas palabras, regionalismos y neologismos, utilizados en el habla común del idioma español, por los habitantes del estado mexicano noroccidental de Baja California Sur.